# Nossa Senhora de Nazaré
Nossa Senhora da Nazaré
Cet article concerne le culte marial. Pour la municipalité brésilienne, voir Nossa Senhora de Nazaré (Piauí).

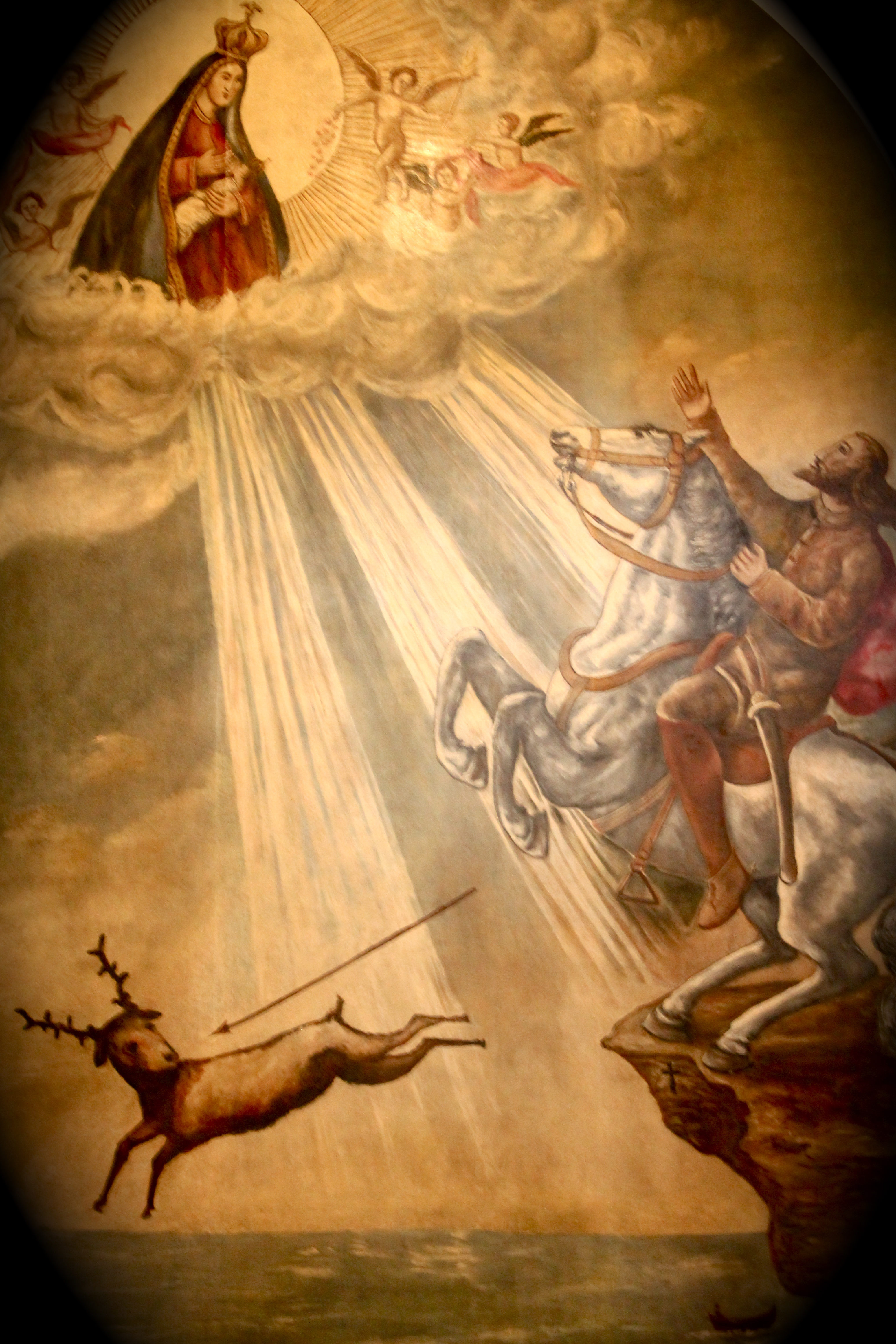
Représentation de l'apparition de Notre-Dame de Nazaré, au Portugal, et du miracle dont a bénéficié le noble guerrier Dom Fuas Roupinho.

Nossa Senhora da Nazaré ou Nossa Senhora de Nazaré (« Notre-Dame de Nazaré ») est l'un des titres donnés en portugais à Marie, mère de Jésus. 
Cette dévotion particulière a pour origine une apparition et un miracle qui se seraient produits à Nazaré, au Portugal (Nazaré est le nom en portugais de la ville de Nazareth, en Israël), où elle est célébrée au sanctuaire de Notre-Dame de Nazaré (en). Elle s'est ensuite propagée dans les colonies portugaises. 
Au Brésil elle est aussi liée à une nouvelle apparition et un nouveau miracle, qui se seraient produits dans l'État du Pará à proximité de Belém  (Belém est le nom en portugais de la ville de Bethléem, en Cisjordanie). La dévotion à Nossa Senhora de Nazaré se manifeste particulièrement à Belém par le Círio de Nazaré, deux semaines de festivités incluant l'une des plus grandes processions catholiques au monde, rassemblant chaque année deux millions de personnes.